# Mwingi
Mwingi ist eine Stadt im Kitui County in Kenia.

## Bevölkerung
Die Stadt hat eine städtische Bevölkerung von 15.970 Einwohnern (Volkszählung von 2009).

## Verkehr
Die Stadt liegt an der A3 zwischen Nairobi und Garissa, 47 Kilometer nördlich von der Bezirkshauptstadt Kitui und 200 Kilometer östlich von der Hauptstadt Nairobi.

## Geschichte
Es war die Hauptstadt des ehemaligen Distrikts Mwingi. Mwingi ist die Heimat von Kenias letztem Vizepräsidenten Kalonzo Musyoka, der auch Eigentümer der Hotelanlage „Mwingi Hotel Cottage“ im Bezirk Mwingi ist.

## Gliederung
Zu den Unterbezirken gehören Zentral-Mwingi, Ost-Mwingi, Migwani, Kyuso, Mumoni und Tseikuru.

## Galerie

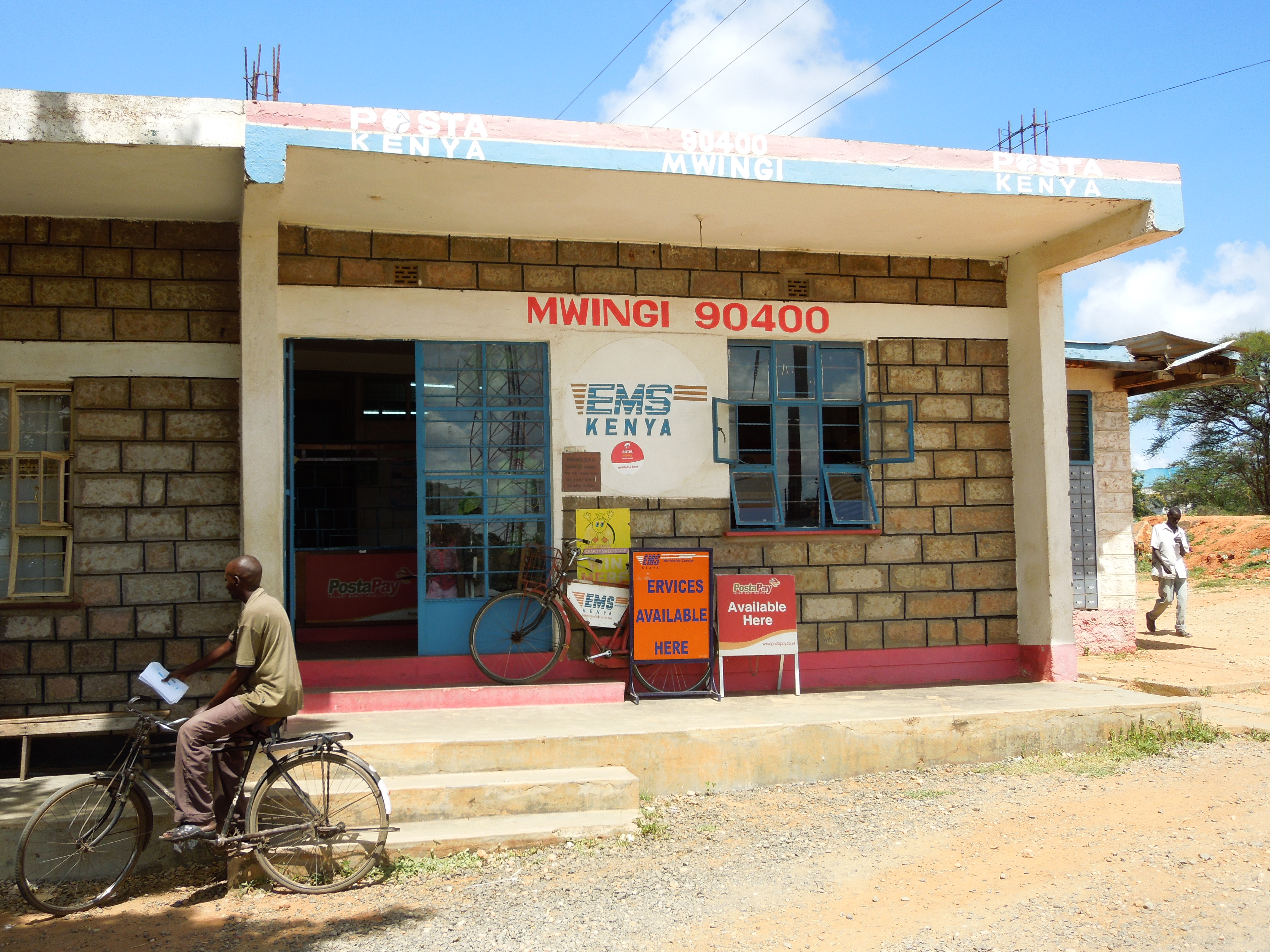
Postbüro
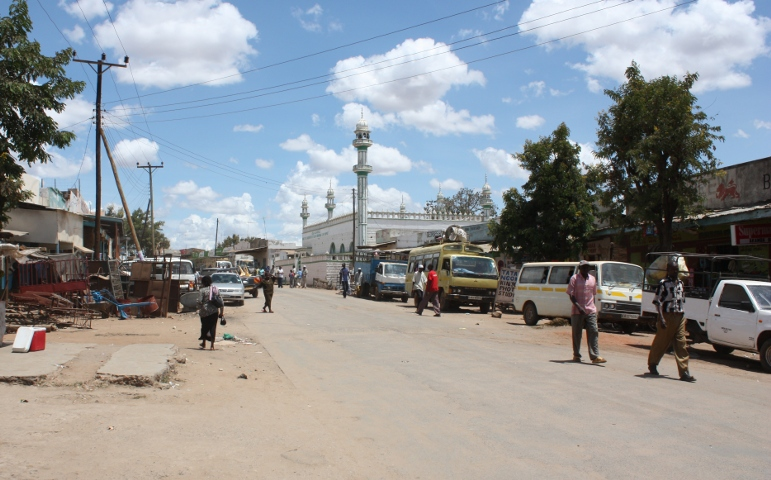
Menschen auf der Straße
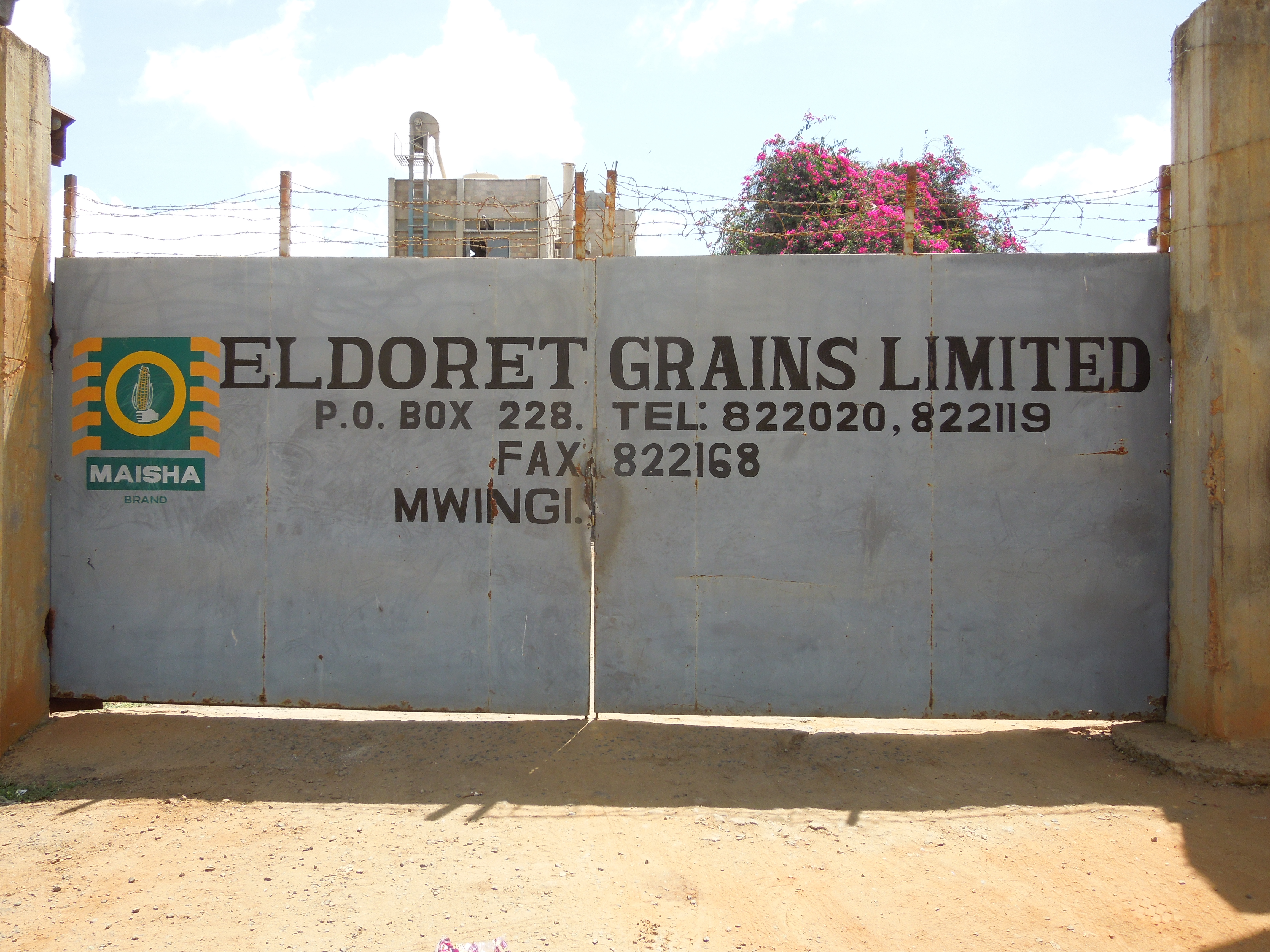
Kornfabrik
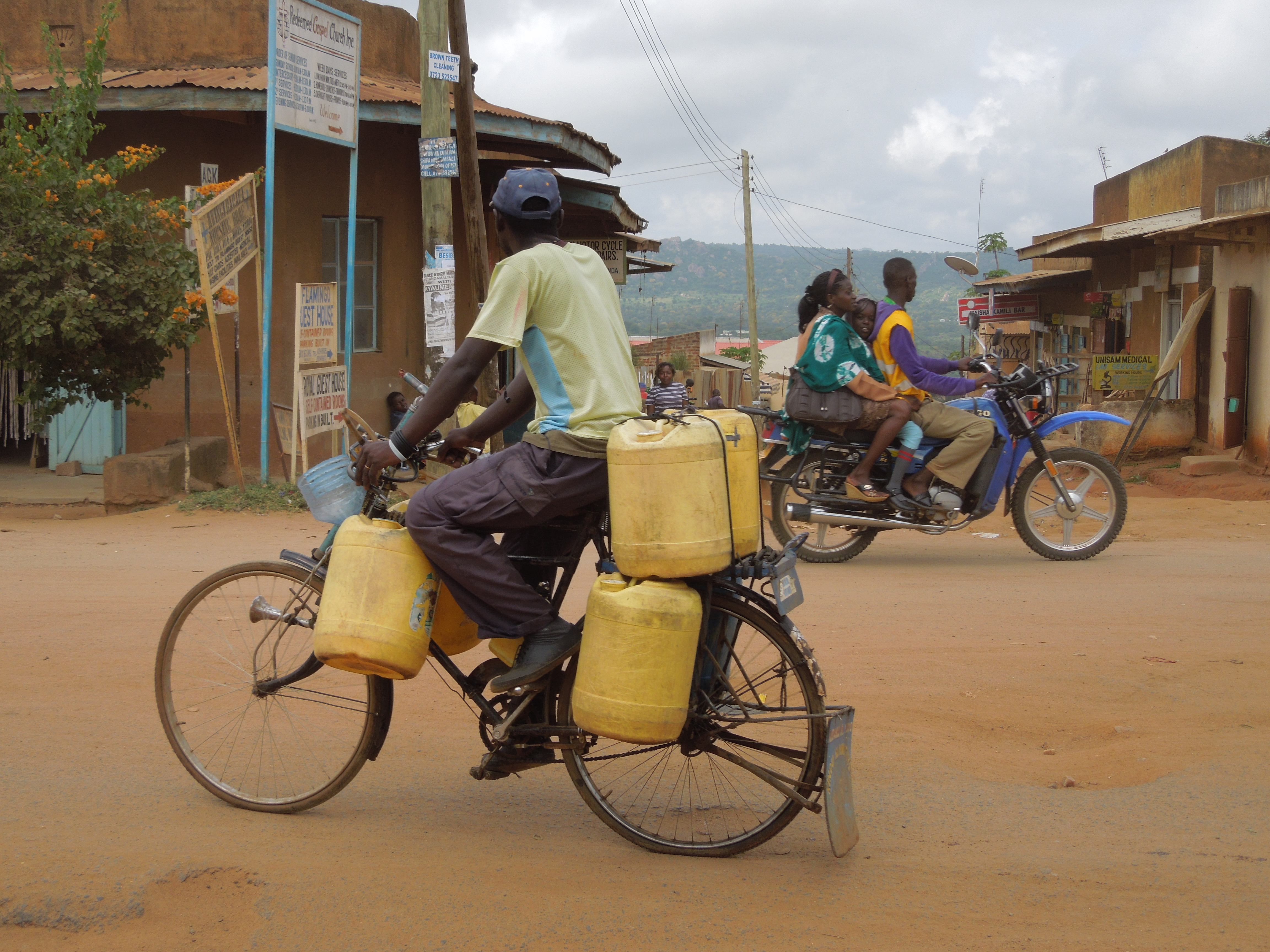
Lokaler Verkehr
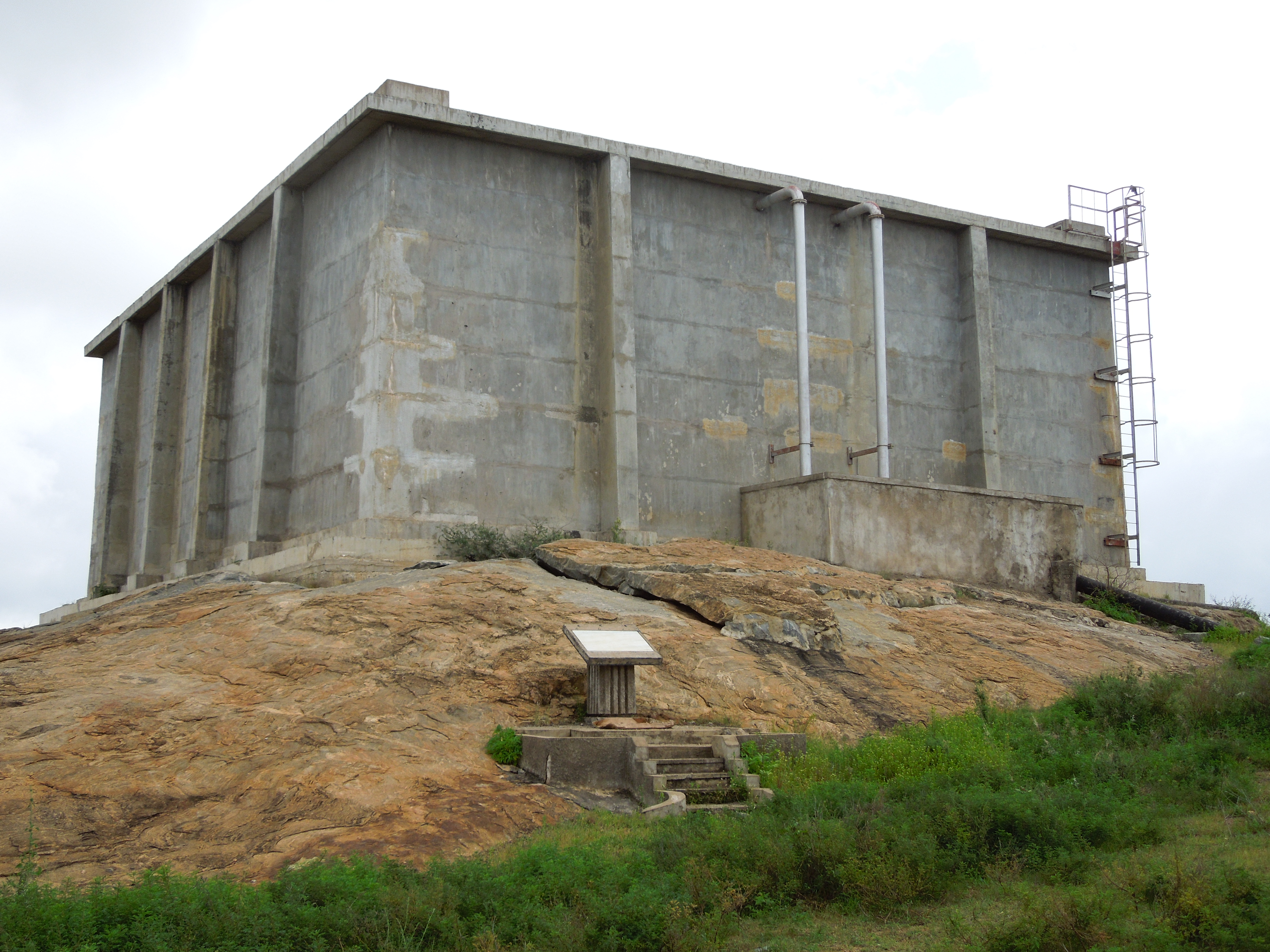
Wasserversorgung
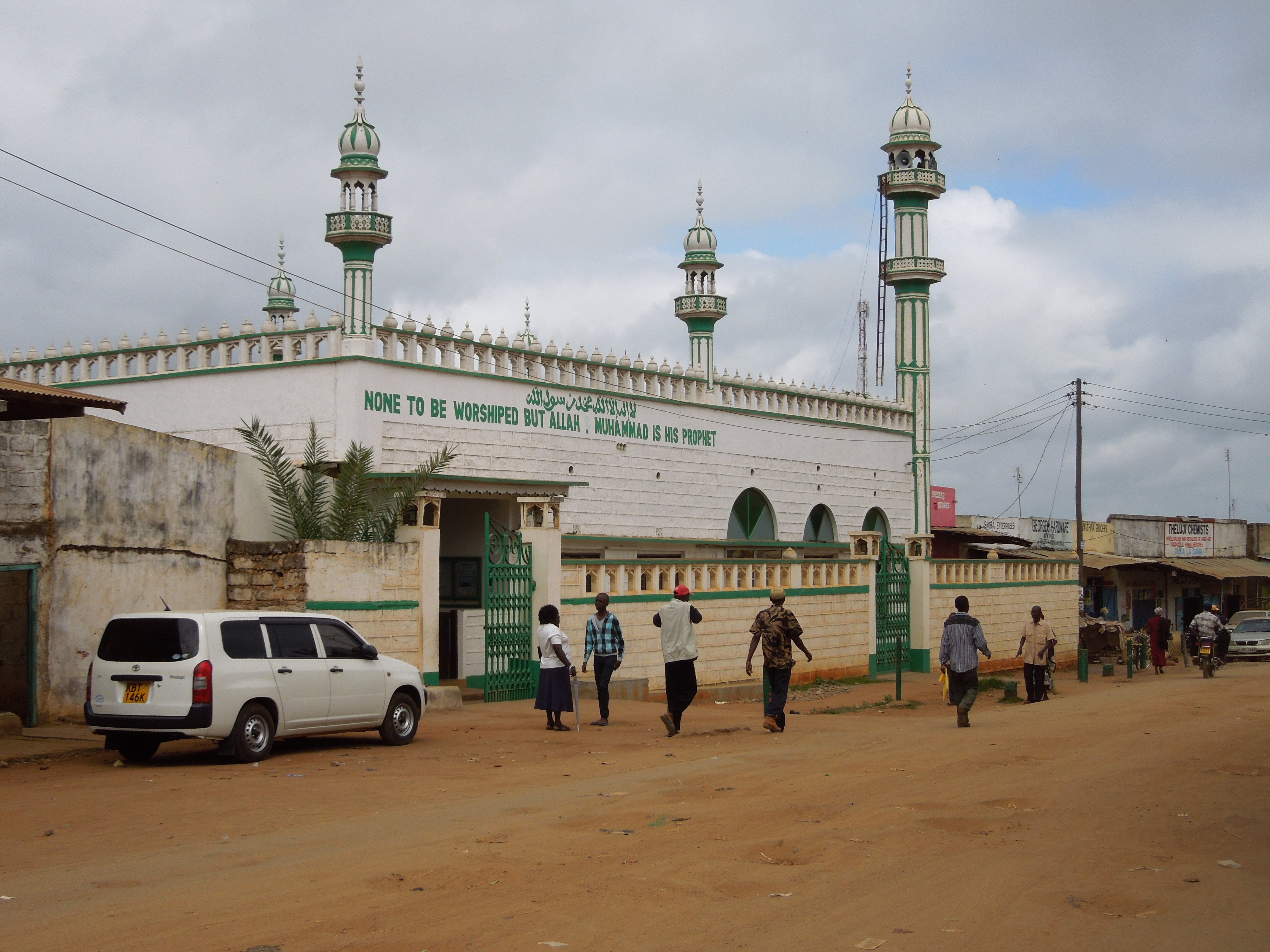
Moschee